# Shouguang

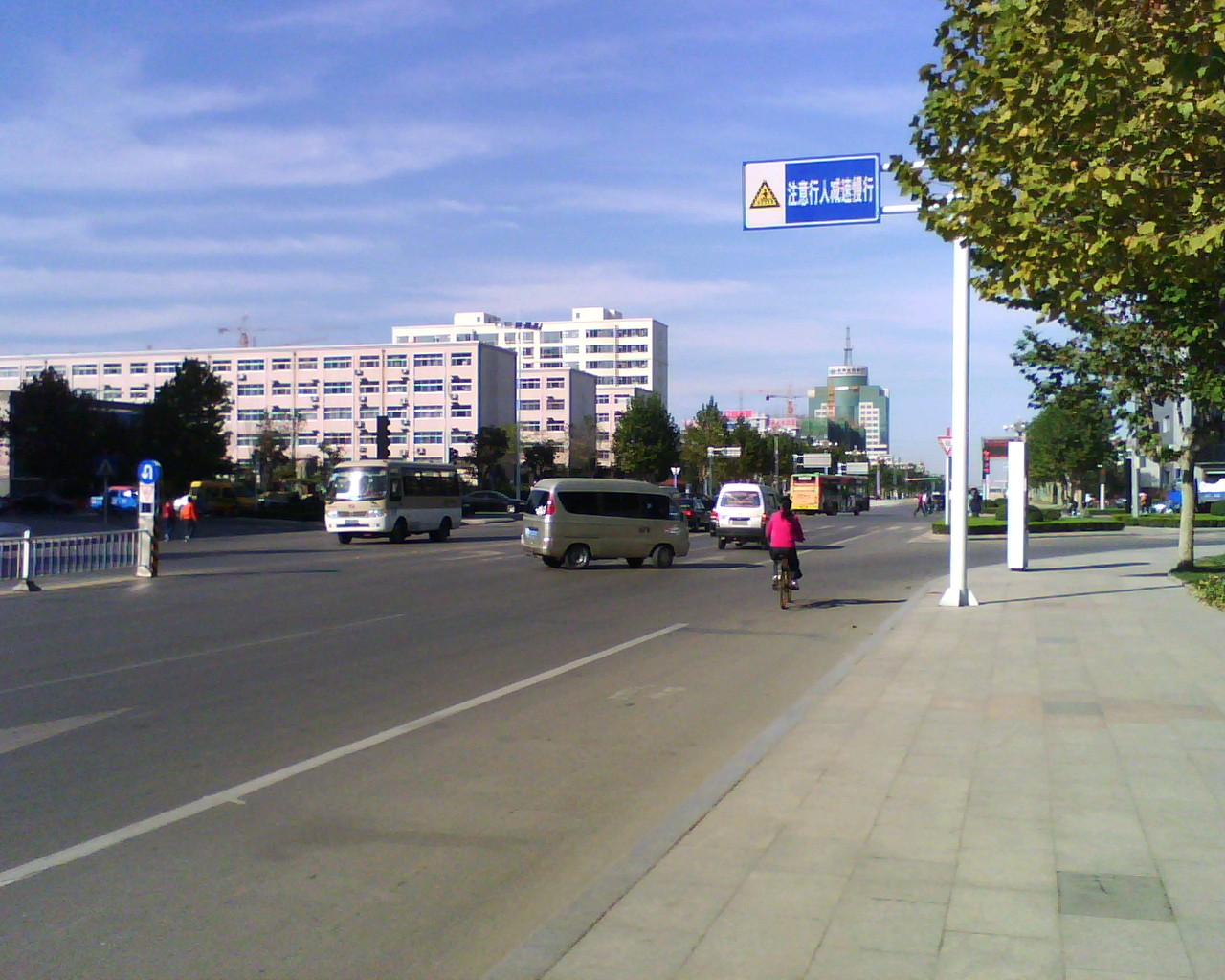
Straßenszene in Shouguang

Shouguang (chinesisch 寿光市, Pinyin Shòuguāng Shì) ist eine kreisfreie Stadt in der ostchinesischen Provinz Shandong. Sie gehört zur bezirksfreien Stadt Weifang und hat eine Fläche von 1.990 km² mit 1.139.454 Einwohnern (Stand: Zensus 2010).

## Administrative Gliederung
Administrativ setzt sich Shouguang aus sechs Straßenvierteln und elf Großgemeinden zusammen.
In Shouguang wird Ost-Mandarin gesprochen.

## Persönlichkeiten
- Yang Huaiqing (1939–2012), Offizier der Volksbefreiungsarmee und Politiker